# Olchowoje
Olchowoje (russisch Ольховое, deutsch Korwingen) ist ein Ort in der russischen Oblast Kaliningrad. Er gehört zur kommunalen Selbstverwaltungseinheit Stadtkreis Selenogradsk im Rajon Selenogradsk.

## Geographische Lage
Olchowoje liegt 26 Kilometer nordwestlich der Stadt Kaliningrad (Königsberg) und etwa neun Kilometer südlich von Swetlogorsk (Rauschen) an der Kommunalstraße 27K-333 von Gratschowka (Craam) zur Kommunalstraße 27K-228 in der Nähe von Listopadowka (Bärholz). Eine Bahnanbindung besteht nicht.

## Geschichte
Das bis 1946 Korwingen genannte Gutsdorf wurde bereits 1407 gegründet. Im Jahre 1874 wird es Teil des neu errichteten Amtsbezirks Kirschappen (heute russisch: Druschba) im Kreis Fischhausen im Regierungsbezirk Königsberg der preußischen Provinz Ostpreußen. Am 8. November 1894 wurde die bisherige Gutsstelle Korwingen zum Gutsbezirk Korwingen umgebildet. 66 Einwohner waren hier im Jahre 1910 registriert.
Am 30. September 1928 gab Korwingen seine Eigenständigkeit auf und schloss sich mit den Nachbarorten Lopsienen (heute russisch: Rogatschowo), Mossycken (russisch ebenfalls: Rogatschowo, aber nicht mehr existent) und Syndau (Wodnoje) zur neuen Landgemeinde Syndau zusammen. Diese gehörte zum Amtsbezirk Sankt Lorenz, der 1939 dem Landkreis Samland beitrat.
Infolge des Zweiten Weltkrieges kam Korwingen mit dem nördlichen Ostpreußen 1945 zur Sowjetunion. Im Jahr 1950 erhielt der Ort den russischen Namen Olchowoje und wurde gleichzeitig dem Dorfsowjet Schatrowski selski Sowet im Rajon Primorsk zugeordnet. Von 2005 bis 2015 gehörte Olchowoje zur Landgemeinde Krasnotorowskoje selskoje posselenije und seither zum Stadtkreis Selenogradsk.

## Kirche
Mit seiner vor 1945 fast ausschließlich evangelischen Einwohnerschaft gehörte Korwingen zum Kirchspiel der Pfarrkirche in Thierenberg (russisch: Dunajewka, heute nicht mehr existent) im Kirchenkreis Fischhausen (Primorsk) innerhalb der Kirchenprovinz Ostpreußen der Kirche der Altpreußischen Union. Heute liegt Olchowoje im Einzugsbereich der evangelisch-lutherischen Auferstehungskirche in Kaliningrad (Königsberg) in der Propstei Kaliningrad der Evangelisch-lutherischen Kirche Europäisches Russland.

## Söhne und Töchter des Ortes
- Dietrich H. Bodenstein (1908–1984), Biologe